# Solidity
Solidity est un langage de programmation orienté objet dédié à l'écriture de contrats intelligents. Il est utilisé pour implémenter des smartcontrat sur diverses blockchains, notamment Ethereum. Il a été développé par Christian Reitwiessner, Alex Beregszaszi, Yoichi Hirai et plusieurs anciens contributeurs principaux d'Ethereum pour permettre l'écriture de contrats intelligents sur des plateformes de blockchain telles qu'Ethereum.

## Historique
Solidity a été initialement proposée en août 2014 par Gavin Wood, ; le langage a ensuite été développé par l'équipe Solidity du projet Ethereum, dirigée par Christian Reitwiessner. 
À l'heure actuelle, Solidity est le principal langage sur Ethereum ainsi que sur d'autres blockchains privées fonctionnant sur des plateformes en concurrence avec Ethereum, telles que Monax et sa blockchain Hyperledger Burrow, qui utilise Tendermint pour le consensus. SWIFT a déployé une preuve de concept à l'aide de Solidity exécuté sur Burrow. Un chercheur de l'université Cornell a déclaré que Solidity était en partie responsable du piratage de The DAO en 2016. Il a déclaré : « ce n'était en fait pas une faille ou un exploit dans le contrat DAO lui-même : techniquement, la machine virtuelle Ethereum (EVM) fonctionnait comme prévu, mais Solidity introduisait des failles de sécurité dans les contrats qui avaient échappé à la communauté, mais aussi aux concepteurs du langage eux-mêmes. » En effet, des contraintes propres à l'EVM, telles que l'impossibilité de mettre à jour un contrat intelligent (à moins d'en déployer un nouveau), ou l'absence de virgule flottante intégrée peuvent rendre certaines failles très difficiles à trouver et à corriger.

## Description
Solidity est un langage de programmation de type statique conçu pour développer des contrats intelligents qui s'exécutent sur l'EVM (Ethereum Virtual Machine),. Solidity est compilé en bytecode lui-même exécutable sur l'EVM. Grâce à Solidity, les développeurs sont en mesure d'écrire des applications implémentant une logique commerciale s’exécutant de manière autonome au travers des contrats intelligents, laissant une trace de transactions non répudiables et faisant autorité. Écrire des contrats intelligents dans des langages spécifiques aux contrats intelligents tels que Solidity est considéré comme facile (en apparence pour ceux qui ont déjà des compétences en programmation).
Exemple de programme Solidity, : 
```
pragma solidity
 
>=
0.5.0
 
<
0.7.0
;

contract
 
Coin
 
{

    
// Le mot-clé "public" rend les variables

    
// accessibles depuis d'autres contrats

    
address
 
public 
minter
;

    
mapping
 
(
address
 
=>
 
uint
)
 
public
 
balances
;

    
mapping
 
(
address
 
=>
 
mapping
 
(
address
 
=>
 
uint256
))
 
public
 
allowed
;

    
// Les événements permettent aux clients de réagir à des

    
// changements spécifiques du contrat que vous déclarez

    
event
 
Transfer
 
(
address
 
from
,
 
address
 
to
,
 
uint
 
amount
);

    
event
 
Approval
(
address
 
indexed
 
tokenOwner
,
 
address
 
indexed
 
spender
,
 
uint
 
tokens
);

    
event
 
MintingRightTransferred
(
address
 
indexed
 
oldMinter
,
 
address
 
indexed
 
newMinter
);

    
string
 
public 
symbol
 
=
 
"WIKI"
;

    
string
 
public 
name
 
=
 
"WikiArticleToken"
;

    
uint256
 
public 
totalSupply
;

    
// Le code du constructeur est uniquement exécuté

    
// lorsque le contrat est créé

    
constructor
()
 
public
 
{

        
minter
 
=
 
msg.sender
;

    
}

    
// Envoie un montant de pièces nouvellement créées à une adresse

    
// Peut uniquement être appelé par le créateur du contrat

    
function
 
mint
(
address
 
receiver
,
 
uint
 
amount
)
 
public
 
{

        
require
(
msg.sender
 
==
 
minter
);

        
require
(
amount
 
<=
 
2
**
256
-
1
);
 
// soyez conscient des montants élevés car il existe des débordements

        
balances
[
receiver
]
 
+=
 
amount
;

        
totalSupply
 
+=
 
amount
;

        
emit
 
Transfer
(
address
(
0
),
 
receiver
,
 
amount
);

    
}

    
// Envoie un montant de pièces existantes

    
// de tout appelant à une adresse

    
function
 
transfer
(
address
 
receiver
,
 
uint
 
amount
)
 
public
 
{

        
require
(
amount
 
<=
 
balances
[
msg.sender
],
 
"Solde insuffisant."
);

        
balances
[
msg.sender
]
 
-=
 
amount
;

        
balances
[
receiver
]
 
+=
 
amount
;

        
emit
 
Transfer
(
msg.sender
,
 
receiver
,
 
amount
);

    
}

    
function
 
transferFrom
(
address
 
from
,
 
address
 
to
,
 
uint256
 
amount
)
 
public
 
returns
 
(
bool
 
success
)
 
{

        
require
((
allowed
[
from
][
msg.sender
]
||
(
from
 
==
 
msg.sender
))
 
>=
 
amount
,
 
"Vous n'êtes pas autorisé à dépenser ce montant"
);

        
require
(
amount
 
<=
 
balances
[
from
],
 
"Solde insuffisant"
);

        
allowed
[
from
][
msg.sender
]
 
-=
 
amount
;

        
balances
[
from
]
 
-=
 
amount
;

        
balances
[
to
]
 
+=
 
amount
;

        
emit
 
Transfer
(
from
,
 
to
,
 
amount
);

        
return
 
true
;

    
}

    
function
 
allowance
(
address
 
tokenOwner
,
 
address
 
spender
)
 
public
 
view
 
returns
 
(
uint
 
remaining
)
 
{

		
return
 
allowed
[
tokenOwner
][
spender
];

    
}

    
function
 
approve
(
address
 
spender
,
 
uint
 
tokens
)
 
public
 
returns
 
(
bool
 
success
)
 
{

        
allowed
[
msg.sender
][
spender
]
 
=
 
tokens
;

        
emit
 
Approval
(
msg.sender
,
 
spender
,
 
tokens
);

        
return
 
true
;

    
}

    
function
 
balanceOf
(
address
 
guy
)
 
public
 
view
 
returns
 
(
uint256
 
balance
)
 
{

        
return
 
balances
[
guy
];

    
}

    
function
 
transferMinterRight
(
address
 
_newMinter
)
 
public
 
{

        
require
(
msg.sender
 
==
 
minter
);

        
emit
 
MintingRightTransferred
(
minter
,
 
_newMinter
);

        
minter
 
=
 
_newMinter
;

    
}

}

```

## Disponibilité de la plateforme de développement
- Microsoft Visual Studio[réf. nécessaire]
- Code Microsoft Visual Studio[13]
- ConsenSys Enterprise[8]
- Tendermint sur Microsoft Azure[réf. nécessaire]
- ErisDB sur AWS[réf. nécessaire]
- Environnement web Remix

## Plateformes Blockchain
Solidity est disponible sur: 
- Ethereum
- Ethereum Classic
- Tendermint et ErisDB (une version de Tendermint)[réf. nécessaire]
- Contrepartie (qui fonctionne sur Bitcoin )[réf. nécessaire]
- Tron
- Binance Smart Chain